# Bank Pekao
Bank Pekao is een Poolse bank en behoort sinds 1999 tot de Italiaanse UniCredit groep.
Volledige naam in het Pools is: Bank Polska Kasa Opieki Spółka Akcyjna. Dit bedrijf komt in de beursindex WIG 20 voor.

## Externe link

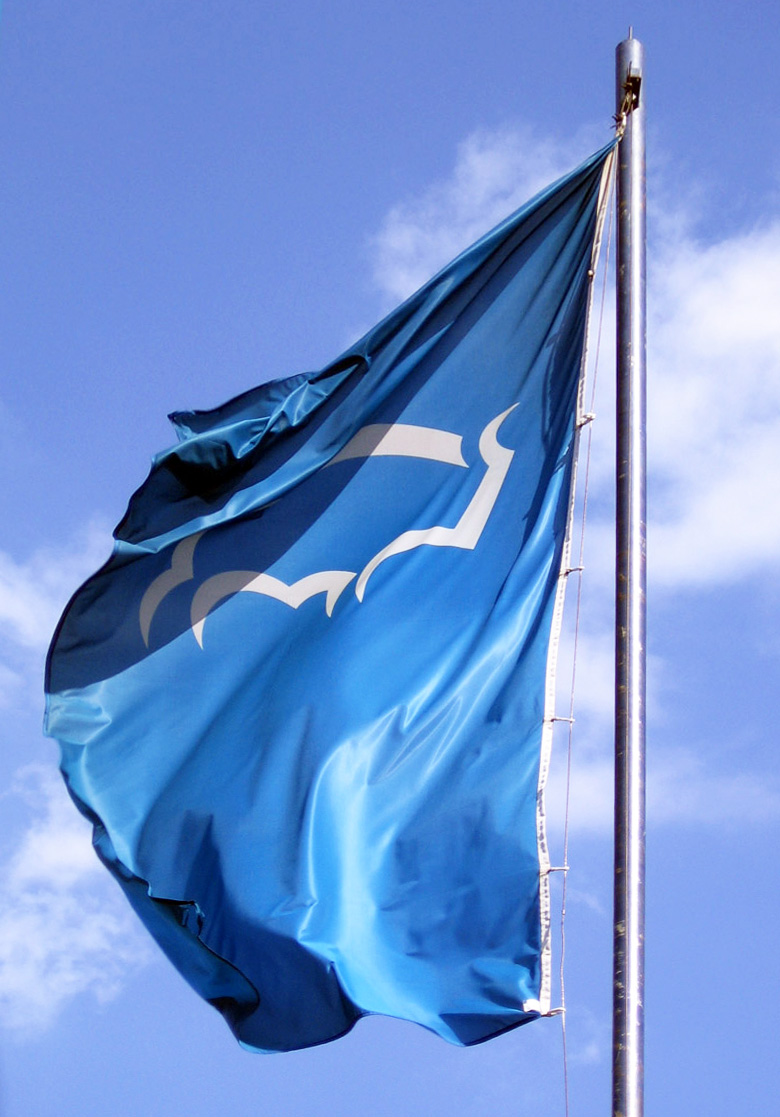
Pekao vlag met karakteristiek logo